# Chobotovský potok
Chobotovský potok je pravostranný přítok řeky Chrudimky v okrese Chrudim v Pardubickém kraji. Délka toku činí 4,8 km. Plocha povodí měří 9,0 km².

## Průběh toku
Potok pramení zhruba 1,5 km severozápadně od Srní v nadmořské výšce okolo 595 m. Na horním a středním toku směřuje jihozápadním směrem převážně zalesněnou krajinou. Mezi osadami Petrkov 1. díl a Petrkov 3. díl napájí bezejmenný rybník. V lesích zhruba 1 km severovýchodně od Svobodných Hamrů se na potoce mezi druhým a třetím říčním kilometrem nachází další nepojmenovaný rybník. Po několika stech metrech od hráze tohoto rybníka podtéká Chobotovský potok silnici II/343. Jižně od silnice zadržuje jeho vody rybník Velká Kamenice, jehož plocha činí 9,6 ha. Od hráze Velké Kamenice teče potok na západ a po krátkém úseku napájí rybník Loch, který se rozprostírá při jižním okraji Trhové Kamenice. Plocha tohoto rybníka činí 2,7 ha. Oba tyto rybníky, úsek potoka mezi nimi a mokřady mezi Chobotovským potokem a řekou Chrudimkou jsou chráněny. Nacházejí se zde dvě přírodní památky, které se nazývají Zadní rybník a Mlýnský rybník a rybník Rohlík. Do řeky Chrudimky se potok vlévá v Trhové Kamenici na 74,0 říčním kilometru v nadmořské výšce okolo 525 m.

### Geomorfologické členění
Převážná část povodí potoka se nachází v Nasavrcké vrchovině, která je okrskem Sečské vrchoviny. Malá část území na jihozápadě povodí a část dolního toku se nalézá v Trhovokamenické vrchovině, která je taktéž okrskem Sečské vrchoviny. Sečská vrchovina je podcelkem Železných hor.

## Mlýny
- Vodní mlýn v Trhové Kamenici – Trhová Kamenice,  kulturní památka